# Philip Diehl

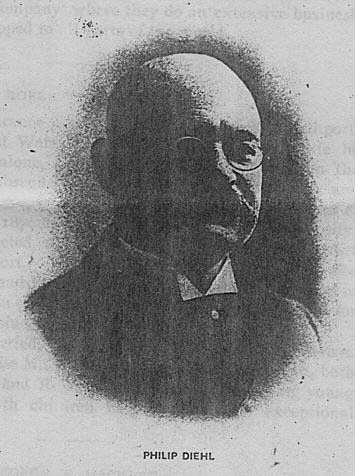
Philip Diehl

Philip Diehl (* 29. Januar 1847 in Dalsheim; † 7. April 1913 in Elizabeth, New Jersey) war ein deutschamerikanischer Erfinder und Ingenieur.

## Leben
1868 wanderte Diehl von Deutschland in die Vereinigten Staaten aus. Diehl erbrachte wichtige Beiträge zur Erfindung der Glühlampe 1882, des elektrischen Nähmaschinenmotors, des Dynamos 1884 und des Deckenventilators 1887, zu denen er Patente in den Vereinigten Staaten einreichte. Diehl war mit Emilie Loos verheiratet.